# 张酺
张酺（1世紀—104年）。字孟侯，汝南郡细阳县（安徽省阜阳市北）人，东汉初期大臣。是西漢趙王張耳之子張敖的後裔。

## 生平
张酺少年随祖父张充学习《尚书》，后来担任郎，教授皇太子刘炟。为人正直、严肃，每每利用讲经间隙匡正太子的过失，以严厉见称。皇太子刘炟即位为汉章帝，说：“张酺前入侍讲，屡有谏正，出于诚心，可谓有史鱼之风”。先后担任侍中、虎贲中郎将。又出为东郡太守。张酺性格刚毅，治下严峻。有官员杀害盗徒时，他认为县令贪赃枉法，尚且不犯死罪，盗徒是饥寒的贫民，不足以构成死罪。他治理东郡十五年，汉和帝初年，转任魏郡太守，转任河南尹。永元四年（92年），竇氏敗亡後，張酺上書有意赦免竇瓌，漢和帝被張酺的言辭所感動，因此竇氏只有竇瓌得以保全性命。
永元五年（93年），担任太仆，又转任太尉，永元十二年（100年），廷斥司隶校尉晏称，被弹劾以违公门礼仪，罢官回家。永元十五年（103年），任光祿勳，永元十六年（104年），转任司徒，一月后去世，遗言薄葬，作为天下节俭的表率。

## 延伸阅读
[在维基数据编辑]
 《後漢書/卷45》，出自范晔《後漢書》
 《東觀漢記》